# مفهوم فازی (مبهم)
مفهوم فازی(مبهم) یک مفهوم است که مرزهای کاربرد آن، به جای آن که یک بار برای همیشه معین شود، می تواند به طرز شایان ملاحظه ای مطابق زمینه یا شرایط متغیر باشد.  این به آن معناست که این مفهوم به نوعی گنگ، و فاقد معنای ثابت و دقیق است، بدون اینکه در مجموع غیرواضح یا بی معنی باشد.   مفهوم فازی معنای صریحی دارد که تنها می تواند با توضیح و مشخصات بیشتر، شامل تعریف دقیق تری از زمینه ای که این مفهوم در آن استفاده شد، واضح تر شود. بررسی مشخصه های مفاهیم فازی و زبان فازی، معناشناسی فازی نامیده می شود.  مخالف"مفهوم فازی(مبهم)"، "مفهوم واضح" (همان مفهوم دقیق) است.
یک مفهوم فازی به عنوان مفهومی "تا حدودی قابل اجرا" در یک موقعیت توسط دانشمندان شناخته می شود. به آن معنا که این مفهوم درجه بندی هایی از میزان اهمیت یا نامشخص بودن (متغیر) مرزهای کاربرد را دارا است. یک گزاره فازی عبارتی است که "تا حدودی" درست می باشد، و آن حدود را اکثرا می توان توسط یک مقدار مدرج نشان داد. این اصطلاح این روزها به معنای عام‌تر و رایج‌تر، در مقابل معنای فنی آن، برای اشاره به مفهومی که به هر دلیلی «نسبتاً مبهم» است استفاده می‌شود.
در گذشته، حتی خود ایده استدلال به وسیله مفاهیم فازی با مقاومت کلانی از سوی نخبگان دانشگاهی مواجه شد. آنها نمی خواستند استفاده از مفاهیم مبهم در پژوهش یا برهان را تایید کنند. با این وجود، اگرچه امکان دارد مردم از آن مطلع نباشند، از دهه 1970 به بعد استعمال مفاهیم فازی در همه جنبه‌های زندگی  افزایش عظیمی یافته است. این افزایش علی الخصوص به سبب پیشرفت در مهندسی الکترونیک، ریاضیات فازی و برنامه نویسی کامپیوتر دیجیتال می باشد. فن آوری نوین اجازه می دهد تا استنتاج و نتیجه گیری های بسیار پیچیده ای در مورد "تغییرهای یک موضوع" پیش بینی و در یک برنامه معین شود. 
شیوه های محاسباتی فازی عصبی نوین، تشخیص، سنجش و واکنش به درجه‌بندی‌های دقیق میزان اهمیت را با ریزبینی فوق العاده ای ممکن می‌سازد.  این به آن معناست که مفاهیم عملا مفید را، حتی اگر هرگز در حالت عادی این مفاهیم به طور موشکافانه تعریف نشده باشند، می توان کدگذاری کرد و برای انواع کارها مورد استفاده قرار داد. امروزه مهندسان، آماردانان، و برنامه نویسان اغلب مفاهیم فازی را به صورت ریاضی با استفاده از منطق فازی، مقادیر فازی، متغیرهای فازی و مجموعه های فازی نمایش می دهند. 

## ریشه ها
مسائل گنگ و مبهم محتملا بی وقفه در سرگذشت بشر وجود داشته است.  از تاریخ باستان، فیلسوفان و دانشمندان در مورد این نوع مسائل تفکر کرده اند.

### پارادوکس کپه ها (سوریت ها)
پارادوکس کپه های باستانی ابتدا این مسئله ی منطقی را مطرح کرد که چگونه می‌توانیم به درستی آستانه‌ای را که در آن تغییری در درجه‌بندی کمی، تبدیل به تفاوت کیفی یا طبقه‌ای می‌شود را مشخص کنیم.  با برخی از روال های فیزیکی، شناسایی این آستانه به نسبت ساده است. به عنوان مثال، آب در صد درجه سانتی گراد یا دویست و دوازده درجه فارنهایت به بخار تبدیل می شود (نقطه جوش تا حدی به فشار اتمسفر بستگی دارد که در ارتفاعات بالاتر کاهش می یابد).
با وجود بسیاری از روال ها و درجه بندی های دیگر، با این حال مکان یابی نقطه ی تغییر بسی مشکل تر است و نسبتا مبهم و گنگ باقی می ماند. بدین نحو، مرزهای بین چیزهای کیفی متمایز ممکن است نامشخص باشد: ما می دانیم که مرزهایی وجود دارد، اما نمی توانیم آنها را به طور دقیق مشخص کنیم.
مطابق اندیشه مدرن مغالطه پیوسته، این حقیقت که یک گزاره تا حدودی غیرواضح است خود به خود به معنای بی اعتباری و بی ارزشی آن گزاره نیست. پس مسئله به این تبدیل می شود که چگونه می توانیم نوع اعتباری که گزاره شاملش می شود را اثبات کنیم و تحقق ببخشیم.

## لینک های خارجی
- جیمز اف برول، آموزش سیستم های فازی
- «منطق فازی»، دایره المعارف فلسفه استنفورد
- «ابهام»، دایره المعارف فلسفه استنفورد
- گروه مهندسی کالج کالوین، شروع به کار با منطق فازی
- برنده مدال بنجامین فرانکلین 2009: لطفی ا.زاده
- لین شانگ، سخنرانی در مورد مجموعه های فازی و خشن ، دانشگاه نانجینگ
- رودلف کروز و کریستین مویوز در مورد نظریه مجموعه های فازی